# Ngựa Đột Quyết
Ngựa Đột Quyết hay ngựa Turkoman hay ngựa Turkmene hay còn gọi là ngựa Tây Vực hay ngựa Thiên Mã là một giống ngựa phương Đông từ các đồng bằng của Trung Á, hiện đại diện bởi giống ngựa Akhal-Teke hiện đại. Chúng ảnh hưởng đến nhiều giống ngựa hiện đại, bao gồm cả con ngựa Thuần Chủng (Thoroughbred). Một số con ngựa được nuôi ở Iran và Turkmenistan ngày nay vẫn được gọi là Turkoman, và có những đặc điểm tương tự. Các hậu duệ hiện đại bao gồm ngựa Akhal-Teke (Hãn huyết mã), ngựa Iomud (còn gọi là Yamud hoặc Yomud), Goklan và Nokhorli.
Giống ngựa này được phát triển từ truyền thống nuôi ngựa phương Đông cổ đại và triết lý nhân giống. Những con ngựa được nuôi dưỡng một cách khác thường, với những con ngựa được nuôi trong những đàn gia súc bán tự nhiên phải bảo vệ mình trước thời tiết và những kẻ săn mồi và tìm kiếm thức ăn của riêng mình. Ngựa giống đực (tuấn mã), ngựa tơ đã bị bắt tại sáu tháng, khi quá trình đào tạo của chúng bắt đầu. Chỉ mới tám tháng tuổi, chúng đã bị những tay đua trẻ tuổi và cưỡi ngựa dạo chơi, chạy đua trên đường đua, vào lúc một tuổi. Những con ngựa này được lai tạo để đua, chúng có những chuyển động tự do và một tính khí tốt.